# آرپاد پدری
آرپاد پِدِری (مجاری: Pédery Árpád، زادهٔ ۱ فوریهٔ ۱۸۹۱ - درگذشتهٔ ۲۱ اکتبر ۱۹۱۴) ژیمناست اهل کشور مجارستان است.